# Asma bint Marwan
ʻAṣmāʼ bint Marwān (Arabisch: عصماء بنت مروان, "Asma, dochter van Marwan") was een Arabische dichteres van wie gezegd wordt dat ze in Medina woonde in het zevende-eeuwse Arabië. Volgens vroege schrijvers van biografieën over Mohammed werd ze vermoord door een van zijn volgelingen.
Volgens historicus Ibn Ishaq schreef Asma gedichten waarin ze mensen bekritiseerde die Mohammed gehoorzaamden terwijl hij volgens haar niet een van hen was. Ze toonde ook ongenoegen over de moord op Abu Afak. Daarnaast zette ze aan tot het aanvallen van Mohammed. Hierop vroeg Mohammed wie van zijn volgelingen haar zou vermoorden. Umayr bin Adiy al-Khatmi hoorde dit en ging diezelfde nacht naar Asma's huis en doodde haar. De volgende ochtend kwam Umayr bij Mohammed en vertelde hem wat hij gedaan had. Mohammed antwoordde dat Umayr God en zijn apostel had geholpen. Toen Umayr vroeg of er negatieve consequenties zouden zijn antwoordde Mohammed dat twee geiten hun koppen niet zouden stoten over Asma.
Volgens de biograaf Ibn Sa'd beschimpte Asma de islam, beledigde ze Mohammed en zette ze mensen op tegen hem. In Ibn Sa'ds biografie besluit Umayr op eigen houtje haar te vermoorden. 's Nachts ging hij naar haar huis. Ze vond Asma met haar kinderen die om haar heen sliepen. Eén kind sliep tegen haar aan. Umayr schoof het aan de kant en doodde Asma met het zwaard. De volgende morgen vroeg Mohammed of Umayr haar gedood had. Umayr bevestigde dit waarop Mohammed reageerde dat twee geiten hun koppen niet zouden stoten over Asma.
Enkele personen die het verhaal over Asma hebben overgeleverd worden door moslimgeleerden gezien als onbetrouwbaar.